# LAR-160

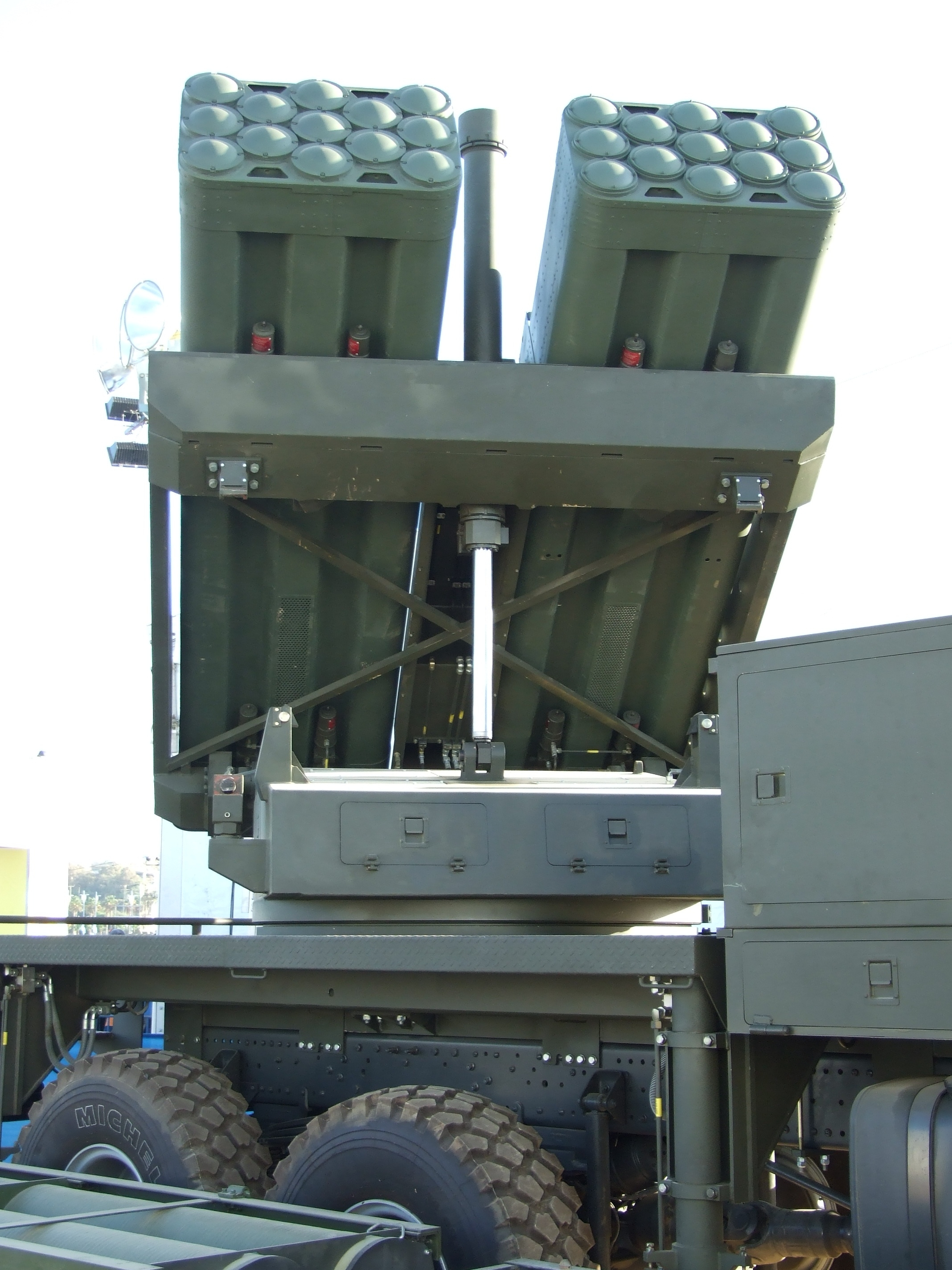
Kontenery rakiet LAR-160

LAR-160 – izraelski artyleryjski zestaw rakietowy.
W czasie wojny Jom Kipur w 1973 roku okazało się, że izraelskie lotnictwo nie zawsze jest w stanie skutecznie wspierać wojska lądowe. Przyczyna tego było wysokie nasycenie wojsk arabskich przeciwlotniczymi zestawami rakietowymi. Dlatego podjęto decyzję o rozbudowie izraelskiej artylerii. Jednym z jej elementów było wprowadzenie do uzbrojenia wyrzutni pocisków rakietowych kalibru 160 (LAR-160) i 290 mm (MAR-290).
Rakieta systemu LAR-160 miała zasięg ponad 30 km dzięki czemu możliwe było prowadzenie ognia spoza zasięgu wrogiej artylerii. Celem rakiet miały być zgrupowania wojsk pancernych, zmechanizowanych i artyleria przeciwnika. Głowica rakiety miała masę 50 kg i długości 1,28 m. Stosowano głowice odłamkowe, oraz kasetowe przenoszące 144 podpociski odłamkowe M42. Później powstały także głowice kasetowe przenoszące podpociski CL-3022S, odłamkowo-burzące naprowadzające się na cel podświetlany wiązką lasera, oraz zmodernizowany typ głowicy odłamkowej. Modyfikacji poddano także silnik rakiety dzięki czemu zasięg w wersji Mk.4 wzrósł do 45 km. Rakiety były odpalane z aluminiowych kontenerów-wyrzutni mieszczących 8 do 25 rakiet (standardowo 18).
Kontenery rakiet LAR-160 były montowane na różnych podwoziach. W armii izraelskiej standardowym było podwozie czołgu lekkiego AMX-13 (2x18 rakiet), powstały także wersje na podwoziach M548 (2x13), M809 (2x13), czołgu M47 Patton (2x25), samochodzie MAN 10T, VCTP (2x18), a także wersja holowana i morska. W latach 90. rakiety LAR-16 stały się elementem izraelskiego pakietu modernizacyjnego sowieckich wyrzutni BM-21 Grad.
Ostrzał celu rakietami LAR-160 rozpoczyna się od odpalenia pojedynczej rakiety. Jej lot jest śledzony przez stację radiolokacyjna Oerlikon Contraves Fieldguard lub Westinghause Quickfire. Rakieta jest niszczona po przebyciu 70-75% drogi do celu, a na podstawie obserwacji toru jej lotu ustalane są poprawki nastaw pozwalające uzyskać wysoką celność.

## Dane taktyczno-techniczne
- Kaliber: 160 mm
- Długość: 3310 mm
- Długość silnika: 2030 mm
- Długość głowicy: 1280 mm
- Rozpiętość stateczników: 350 mm
- Masa: 110 kg
- Masa paliwa: 36 kg
- Masa wyrzutni na podwoziu AMX-13:
  - własna: 13940 kg
  - z rakietami: 19 200 kg